# Stringhamita
La stringhamita és un mineral de la classe dels silicats. Rep el seu nom en honor de Bronson Ferrin Stringham (1907-1968), cap del department de mineralogia de la Universitat de Utah.

## Característiques
La stringhamita és un silicat monohidratat calci i coure de fórmula química CaCu(SiO₄)·H₂O. A més dels elements de la seva fórmula, sol contenir impureses d'alumini, ferro i magnesi. Cristal·litza en el sistema monoclínic. Els cristalls estan ben formats, però són més petits que 0,1 mm, dominats per {011} i {101}; també apareix com a farciment fractural botrioidal.
Segons la classificació de Nickel-Strunz, la stringhamita pertany a «9.AE - Nesosilicats amb anions addicionals (O,OH,F,H₂O); cations en coordinació tetraèdrica [4]» juntament amb els següents minerals: beril·lita, euclasa, sverigeïta, hodgkinsonita, gerstmannita, clinohedrita, katoptrita, yeatmanita i esferobertrandita.

## Formació i jaciments
La stringhamita és un producte de reacció retrògrad entre les solucions de coure i el diòpsid en skarns de diòpsid-magnetita. Va ser descoberta a la mina Bawana (mina Old Hickory) (Utah, Estats Units). També ha estat descrita a la mina Christmas, al comtat de Gila, i a la mina Twin Buttes, al comtat de Pima (Arizona, EUA); a les pedreres Crestmore, al comtat de Riverside, i a Nelson Range, al comtat de Inyo (Califòrnia, EUA); la mina Fuka, a Takhashi (Honshu, Japó) i a la mina Santos, al districte de Punta del Cobre (Província de Copiapó, Regió d'Atacama, Xile).
Sol trobar-se associada a altres minerals com: thaumasita, tenorita, kinoïta, calcita, apofil·lita.